# NGC 5835
NGC 5835 é uma galáxia espiral (Sa) localizada na direcção da constelação de Boötes. Possui uma declinação de +48° 52' 41" e uma ascensão recta de 15 horas, 02 minutos e 25,3 segundos.
A galáxia NGC 5835 foi descoberta em 23 de Abril de 1887 por Lewis A. Swift.